# Christopher Dresser
Christopher Dresser, född 4 juli 1834 i Glasgow, död 24 november 1904 i Mulhouse, var en brittisk designer. Han tillhörde den estetiska rörelsen.

## Galleri

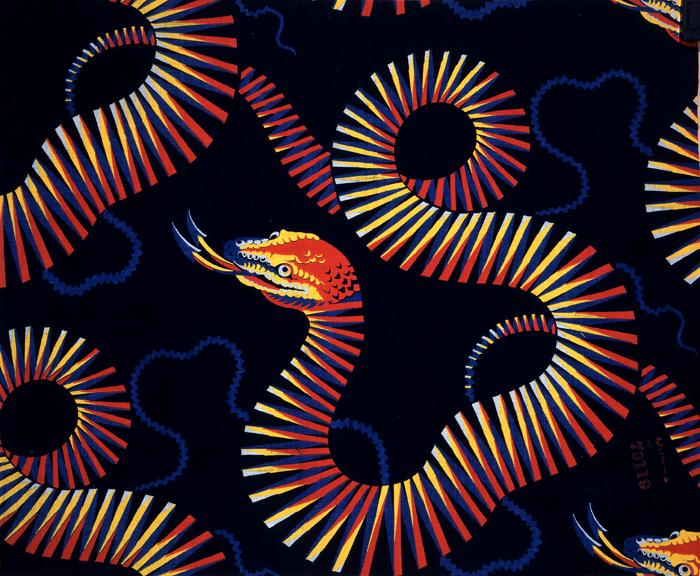
Textil, 1878.
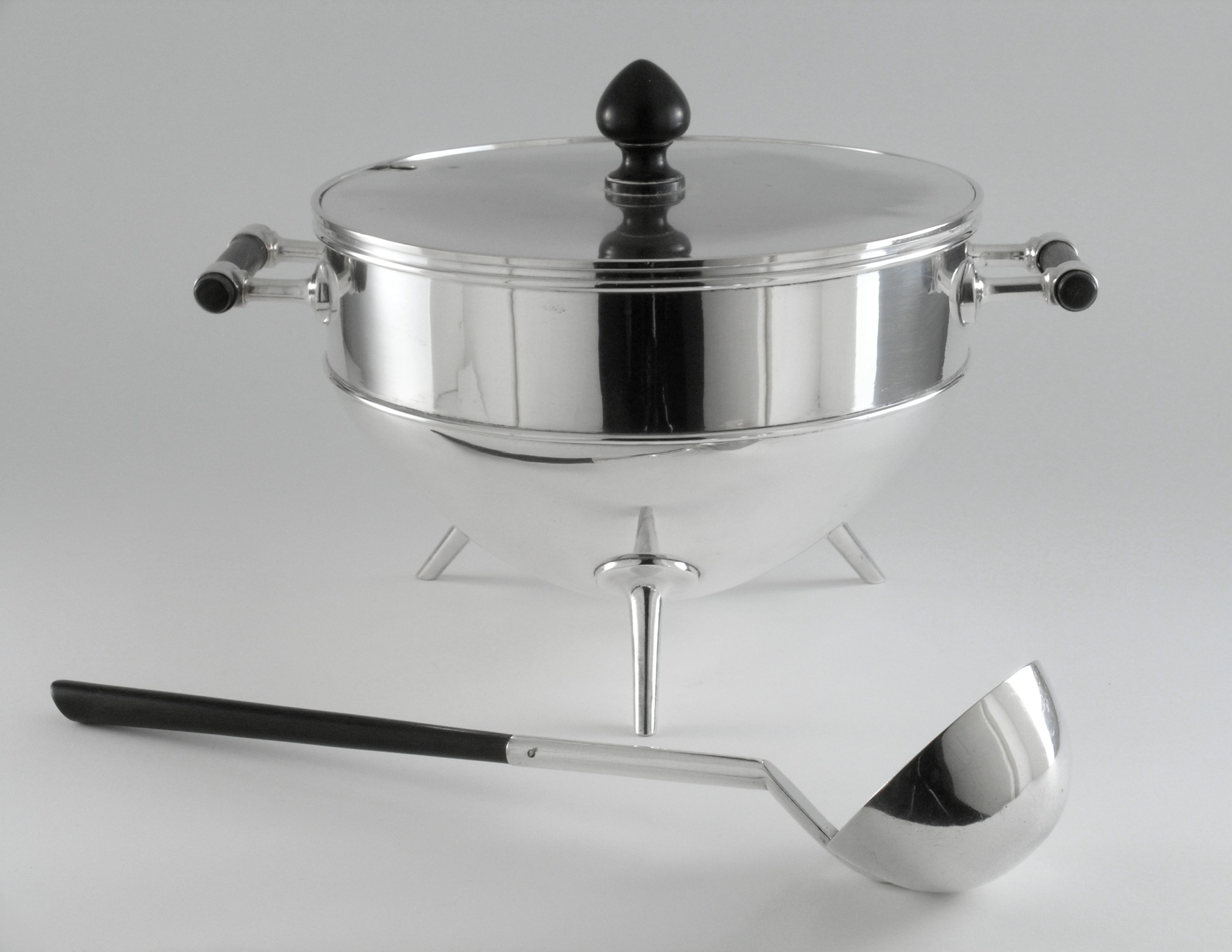
Soppterin och slev, cirka 1878.
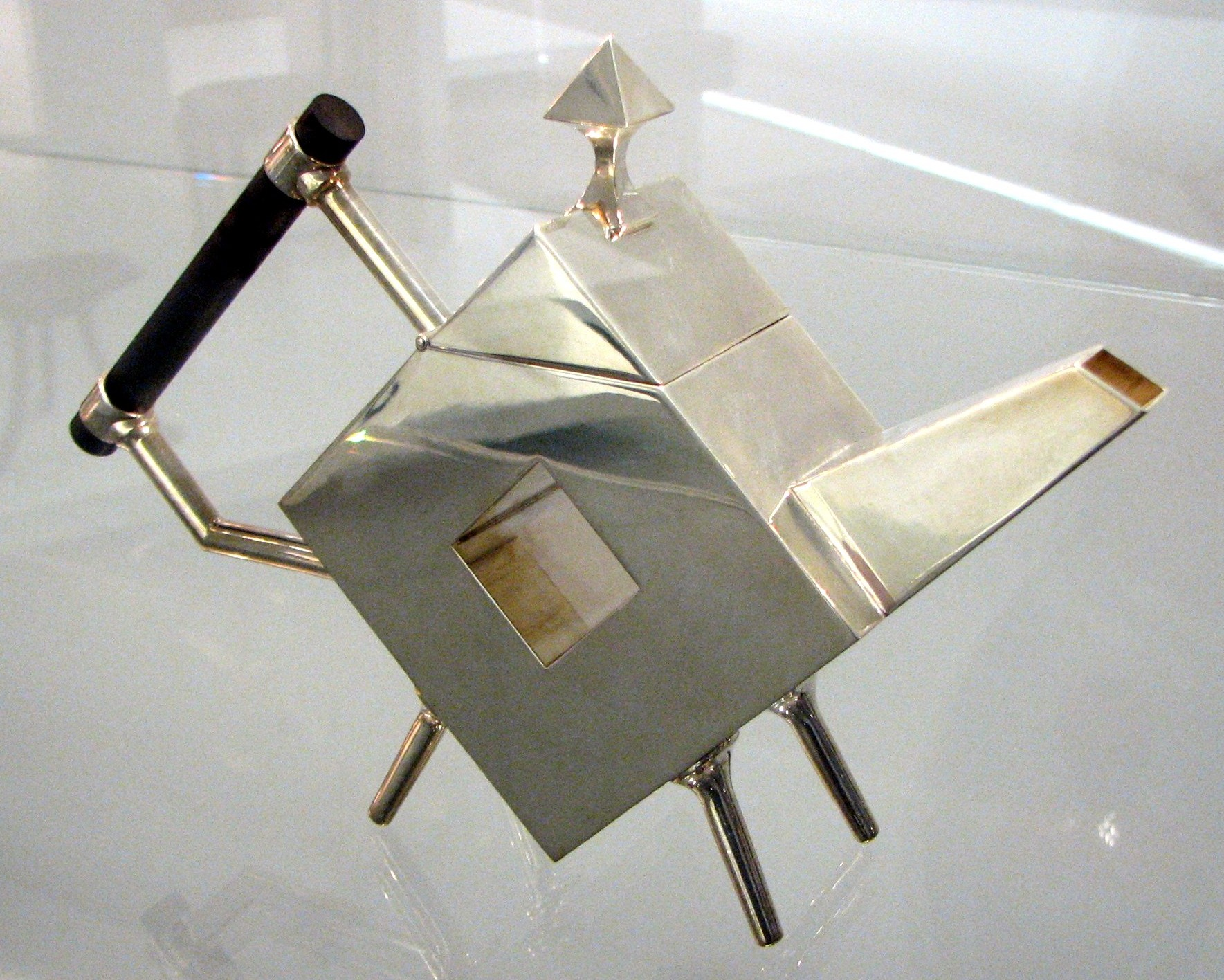
Tekanna, 1879.
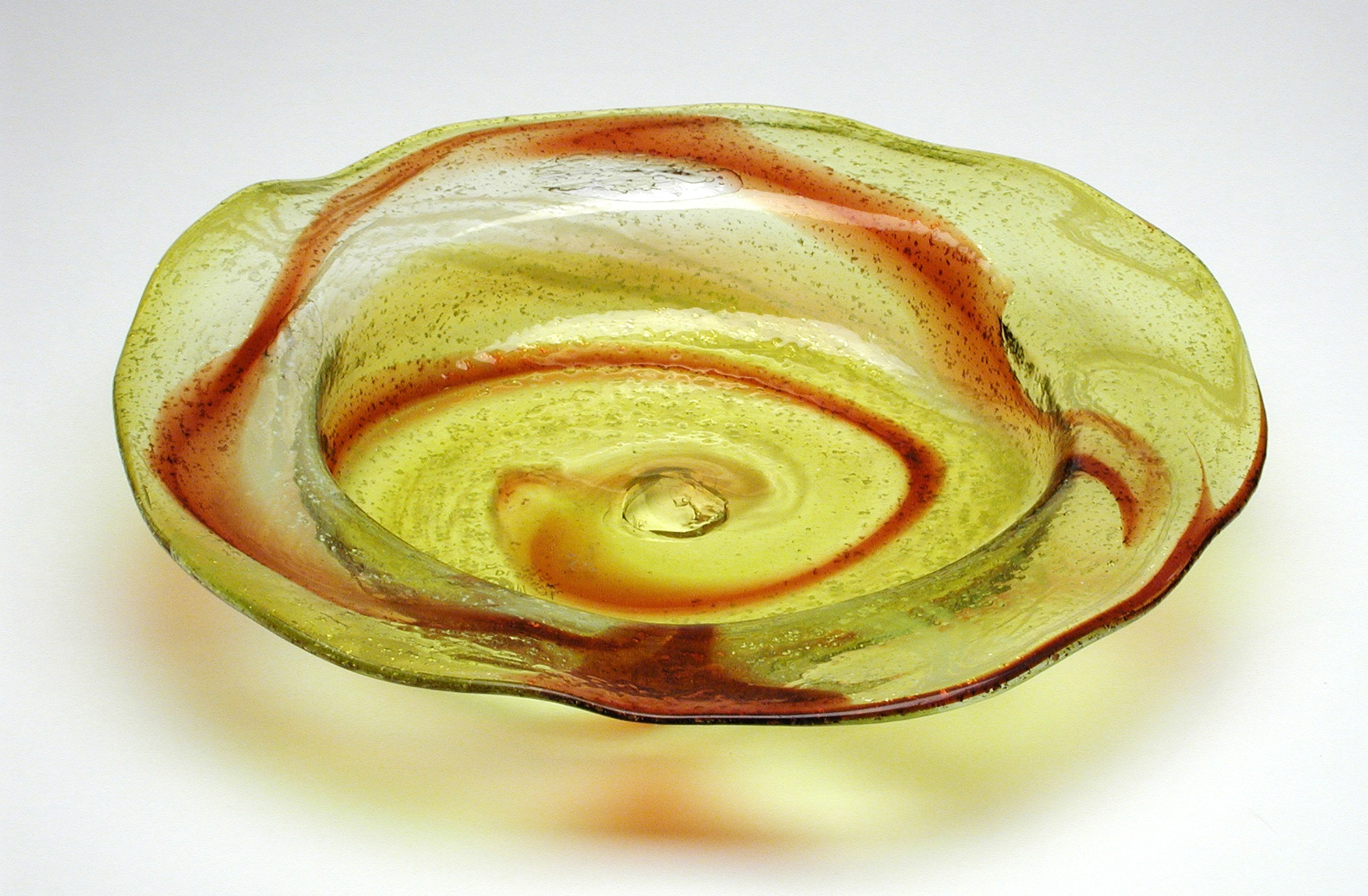
Glasfat

## Fotnoter
1. 1 2  Encyclopædia Britannica, Encyclopædia Britannica Online-ID: biography/Christopher-Dressertopic/Britannica-Online, läst: 9 oktober 2017.[källa från Wikidata]
2. 1 2  SNAC, SNAC Ark-ID: w6x388mn, läs online, läst: 9 oktober 2017.[källa från Wikidata]
3. ↑  Dresser, Christopher, Grove Art Online, 13 december 2017, 10.1093/GAO/9781884446054.ARTICLE.T023689.[källa från Wikidata]
4. ↑  RKDartists, RKDartists-ID: 230664, läst: 23 augusti 2017.[källa från Wikidata]
5. ↑  Museum of Modern Arts webbsamling, MoMA konstnärs-ID: 1616, läs online, läst: 4 december 2019.[källa från Wikidata]
6. 1 2 3  abART, abART person-ID: 84322, läst: 1 april 2021.[källa från Wikidata]